# بلكيه (مهاباد)
قرية بلكيه (بالكردية: پەڵکێ) هي إحدى القرى التابعة لـمنغور الشرقية في ريف قسم خليفان من مقاطعة مهاباد، في محافظة أذربیجان الغربیة الإيرانية.

## السكان
حسب إحصاءات سنة 2006، بلغ إجمالي السكان في بلكيه 48 نسمة وعدد المساكن 7 مسكن. لغة سكان بلكيه هي اللغة الكردية و هم من أهل السنة والجماعة والمذهب الشافعي.